# McDonough megye
McDonough megye az Amerikai Egyesült Államokban, azon belül Illinois államban található. Megyeszékhelye és legnagyobb városa Macomb. Lakosainak száma 27 238 fő (2020. április 1.).

## Szomszédos megyék
- Henderson megye (északnyugat)
- Warren megye (észak)
- Fulton megye (kelet)
- Schuyler megye (dél)
- Hancock megye (nyugat)

## Népesség
A megye népességének változása:
| Lakosok száma | 32 586 | 32 510 | 32 572 | 32 464 | 31 333 | 27 238 |
|               | 2010   | 2011   | 2012   | 2013   | 2015   | 2020   |